# Le Rêve (Picasso)
Pour les articles homonymes, voir Le Rêve.
Le Rêve est une œuvre de Pablo Picasso datant de 1932. Il s'agit d'une huile sur toile de 130 × 97 cm représentant le portrait de Marie-Thérèse Walter, sa jeune compagne d'alors, assise dans un fauteuil mais décrivant en réalité une représentation érotique intense et colorée. La toile a été peinte en une seule après-midi le 24 janvier 1932. Elle appartient à la période néoclassique de Picasso. Cette toile est restée dans de nombreuses collections privées, notamment celle de Steve Wynn et fut exposée à Las Vegas. Elle appartient depuis mars 2013 à Steven Cohen.

## Description
La toile représente une jeune femme, Marie-Thérèse Walter, assise dans un fauteuil rouge à bras, les avant-bras posés et les mains à six doigts croisées. En arrière-plan se trouve un mur recouvert d'un papier peint marron à croisillons et fleurs rappelant les textures de Matisse, peintre avec lequel Picasso entretient un dialogue indirect réciproque par l'intermédiaire de leurs recherches picturales respectives. La jeune femme, peinte dans les couleurs rose, lilas, violet, a les épaules dénudées et porte un collier de perles jaune et rouge.
L'érotisme de la toile tient en trois aspects plus ou moins descriptifs que sont d'une part le sein découvert par la robe tombante, mais surtout la double perspective et lecture de son visage. Technique classique chez Picasso qui représente ses modèles à la fois de face et de profil, le Rêve dépeint Marie-Thérèse de la même manière avec une représentation première perçue de face, le visage penché, souriante avec ses lèvres portant du rouge, et une représentation secondaire de profil où la deuxième partie supérieure du visage découvre alors un pénis en érection et une scène explicite de fellation, pratiquée délicatement du bout d'une langue pointue rouge. Cette langue peut être également analysée comme partiellement castratrice, la pointe pénétrant et entaillant le pénis à sa base. Le dernier aspect érotique provient de la position des mains de la jeune femme qui les croise au niveau du pubis décrit par le triangle que forment ses doigts enlacés, au nombre de six par main. Le « rêve » onanique se découvre alors.

## Accident Wynn
En octobre 2006, le propriétaire de l'œuvre, Steve Wynn, la perfore accidentellement de son coude – à la veille d'une potentielle vente privée de gré à gré à Steven Cohen pour un montant de 139 millions de dollars – faisant un trou de près de 20 centimètres au niveau du bras gauche du personnage,. Une réparation a été effectuée depuis sans séquelle apparente pour la toile, qui est notamment présentée au public en novembre 2008 à New York à l'Acquavella Gallery. Sept ans plus tard en 2013, Steven Cohen fait finalement l'acquisition du Rêve pour 155 millions de dollars faisant de cette œuvre la plus chère du peintre.